# Udruženje za zaštitu prava proizvođača fonograma
La Udruženje za zaštitu prava proizvođača fonograma (Fonogram) è un'organizzazione non governativa non a scopo di lucro in rappresentanza dell'industria musicale della Bosnia ed Erzegovina e i musicisti, interpreti, autori e compositori che ne fanno parte.